# Тяньцзіньський метрополітен

Хронологія розвитку системи

Тяньцзіньський метрополітен (кит.: 天津地铁) — система ліній метро в місті Тяньцзінь, КНР. Другий метрополітен в Китаї після Пекіна. В системі використовується різний спосіб живлення потягів, на лініях 1, 2 та 3 третя рейка, на лініях 6 та 9 повітряна контактна мережа. Всі станції обладнані захисними дверима що відділяють платформу від потяга метро, нові станції одразу, старі при реконструкції лінії. Ширина колії — стандартна.

## Історія

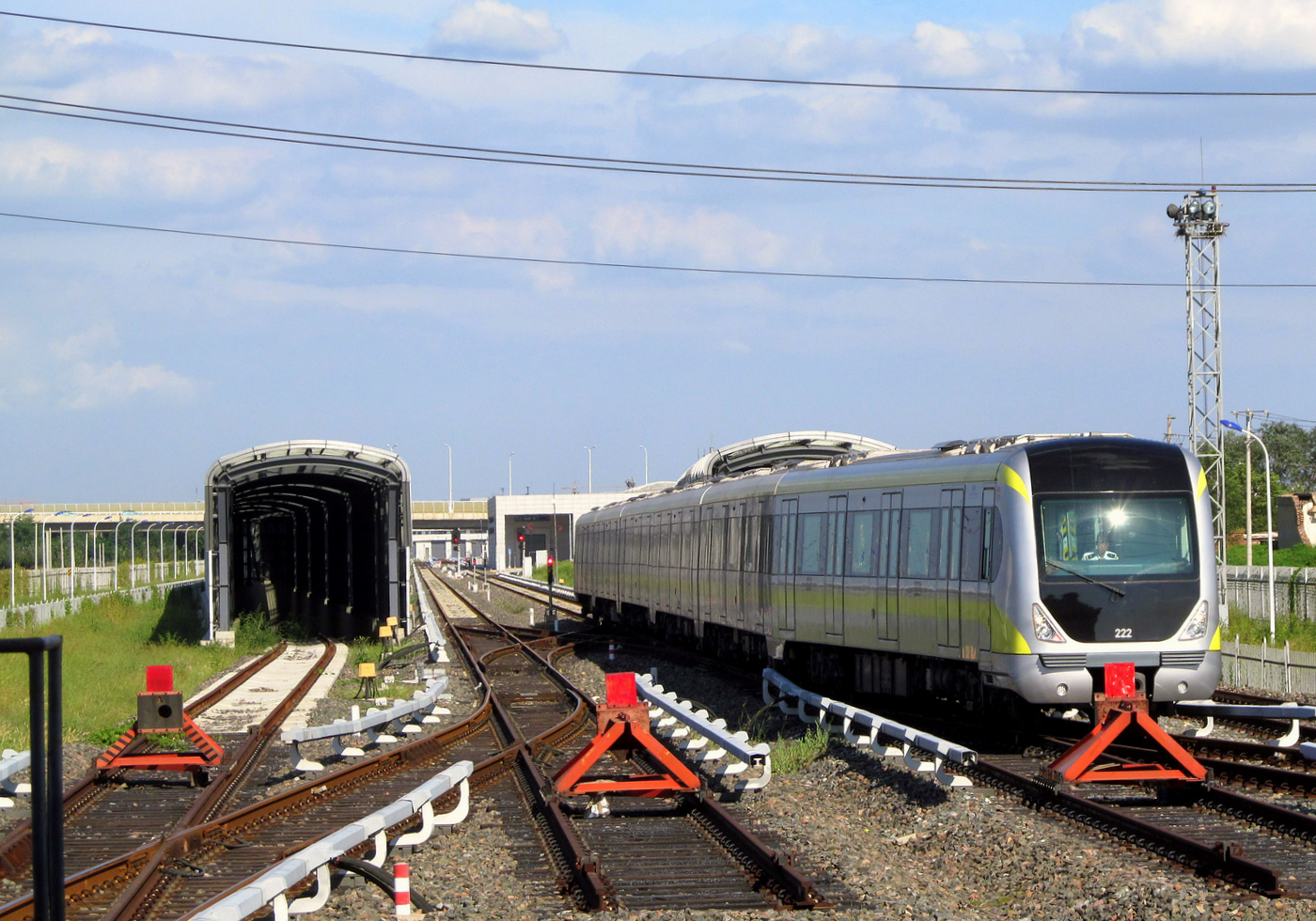
Потяг в депо, Лінія 2

Будівництво метрополітену розпочалося у 1970 році. Перші 4 станції відкрилися у 1976 році, але рух потягів не був регулярним, тож датою відкриття вважається 28 грудня 1984 року коли сталося офіційне відкриття початкової ділянки з 8 станцій та 7,4 км. Перша лінія була побудована на невеликій глибині, тож досить швидко стала потребувати реконструкції. Наприкінці 1990-х було прийняте рішення реконструювати стару лінію та побудувати декілька нових ліній. 9 жовтня 2001 перша лінія закрилася на реконструкцію, яка тривала 4,5 року. Таким чином понад два з половиною років метрополітен в місті не працював, поки 28 березня 2004 року не відкрилася початкова ділянка нової 9 лінії.

## Лінії
На лініях 1, 2, 3 та 6 — використовуються шестивагонні потяги, на Лінії 9 — чотиривагонні.
| №   | Дата відкриття  | Останнє продовження | Кількість станцій | Кінцеві станції                            | Довжина в км | Кількість підземних станцій |
| --- | --------------- | ------------------- | ----------------- | ------------------------------------------ | ------------ | --------------------------- |
| (1) | 28 грудня 1984  | 3 грудня 2018       | 23                | «Lilou»—«Liuyuan»                          | 26,2         | 14                          |
| (1) | 1 липня 2012    | 28 серпня 2014      | 20                | «Caozhuang»—«Binhai International Airport» | 27,15        | 19                          |
| (1) | 1 жовтня 2012   | 28 грудня 2013      | 26                | «Nanzhan»—«Xiaodian»                       | 30,75        | 18                          |
| (1) | 22 жовтня 2018  | 31 січня 2019       | 27                | «Zhongyiyifuyuan»—«Beichenkejiyuanbe»      | 35           | 27                          |
| (1) | 6 серпня 2016   | 26 квітня 2018      | 38                | «Nansunzhuang»—«Meilinlu»                  | 45           | 37                          |
| (1) | 28 березня 2004 | 2016                | 21                | «Tianjinzhan»—«Donghai Road»               | 52,7         | 5                           |

## Розвиток
На весну 2018 року в місті будується розширення Лінії 1 та будівництво 3 нових ліній.
- Лінія 4 — 32 станції та 41,4 км, планують відкрити до 2020 року.
- Лінія 10 — 26 станцій та 34 км, відкриється до 2022 року.

## Режим роботи
Метрополітен працює з 6:00 до 22:30.

## Галерея

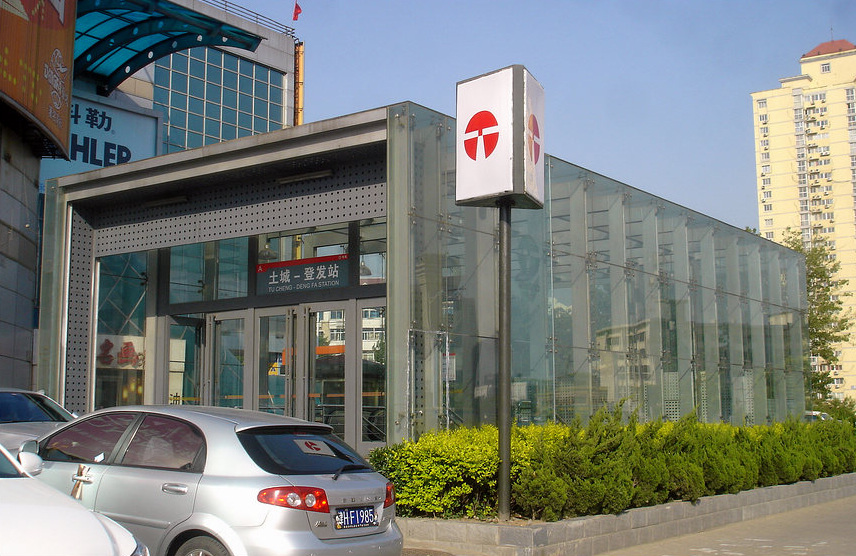
Вихід зі станції «Tucheng», Лінія 1
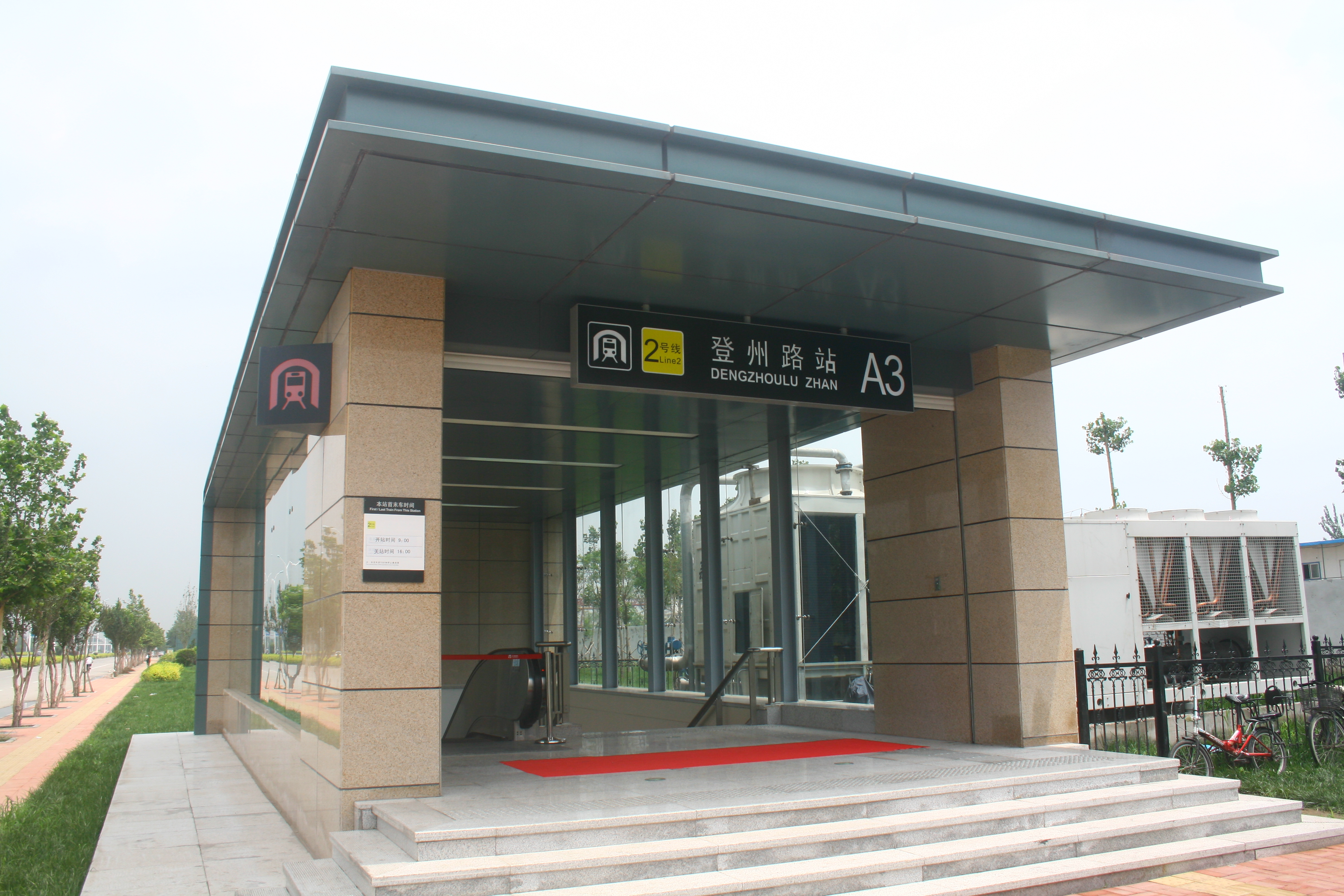
Вихід зі станції «Dengzhoulu», Лінія 2
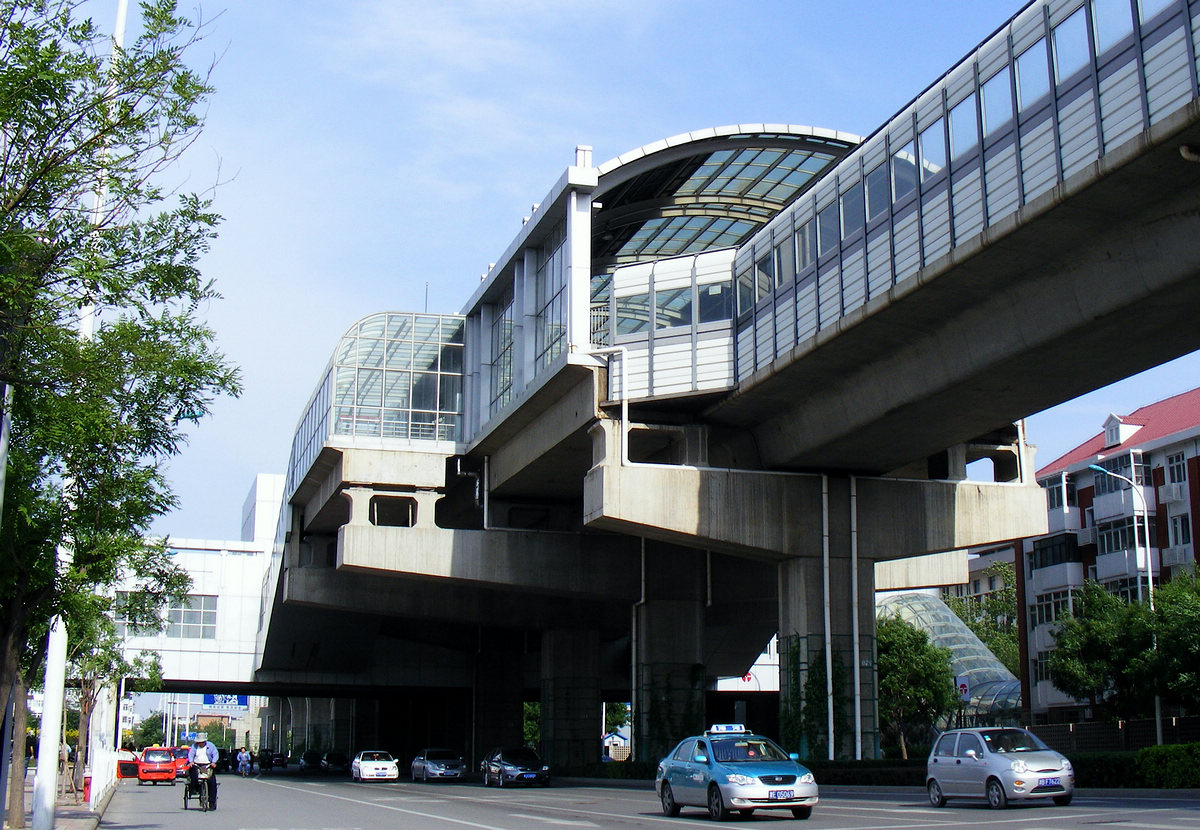
Естакадна станція «Caijingdaxue», Лінія 1
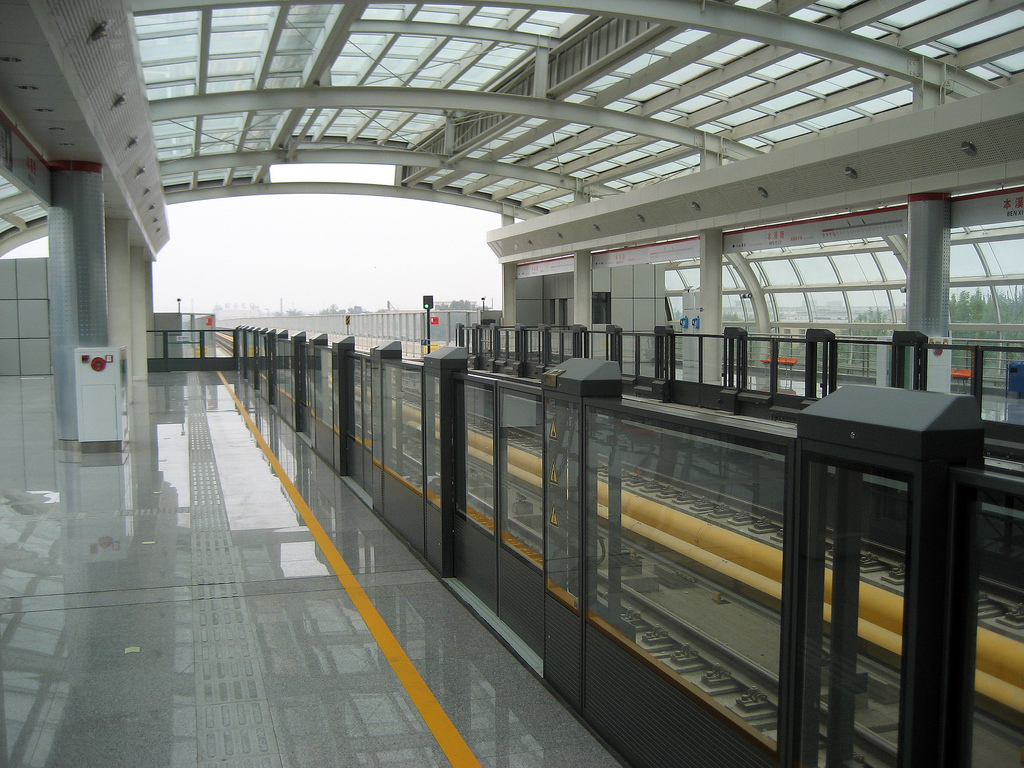
Платформа естакадної станції «Benxilu», Лінія 1
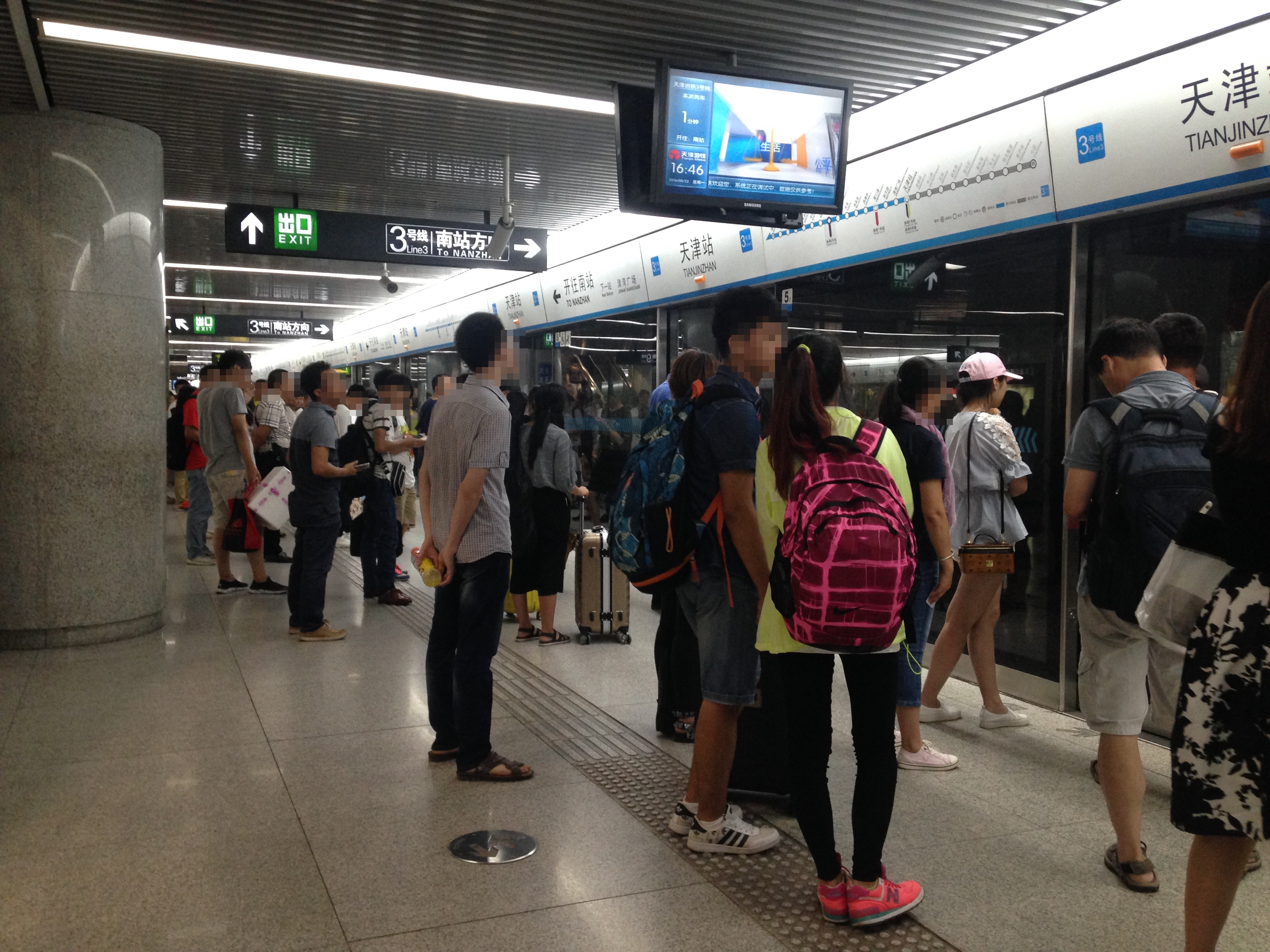
Платформа станції «Tianjin Railway Station», Лінія 3
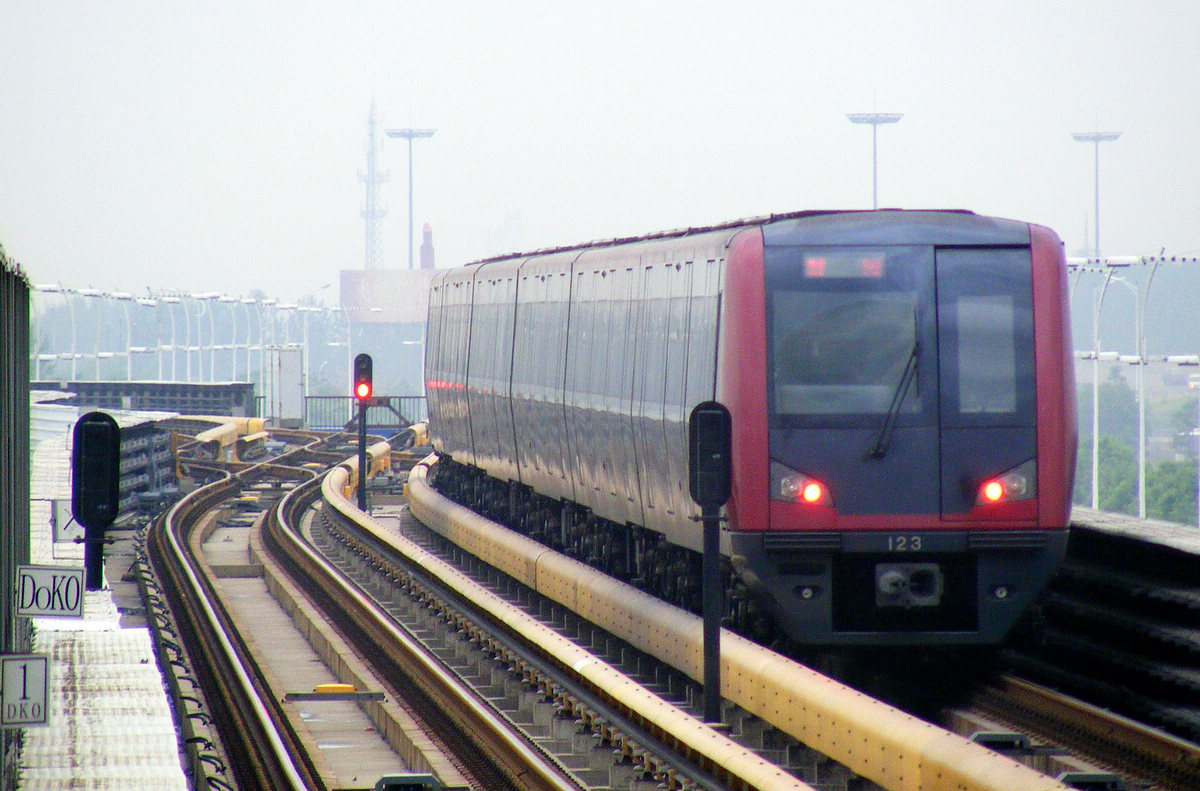
Потяг на Лінії 1
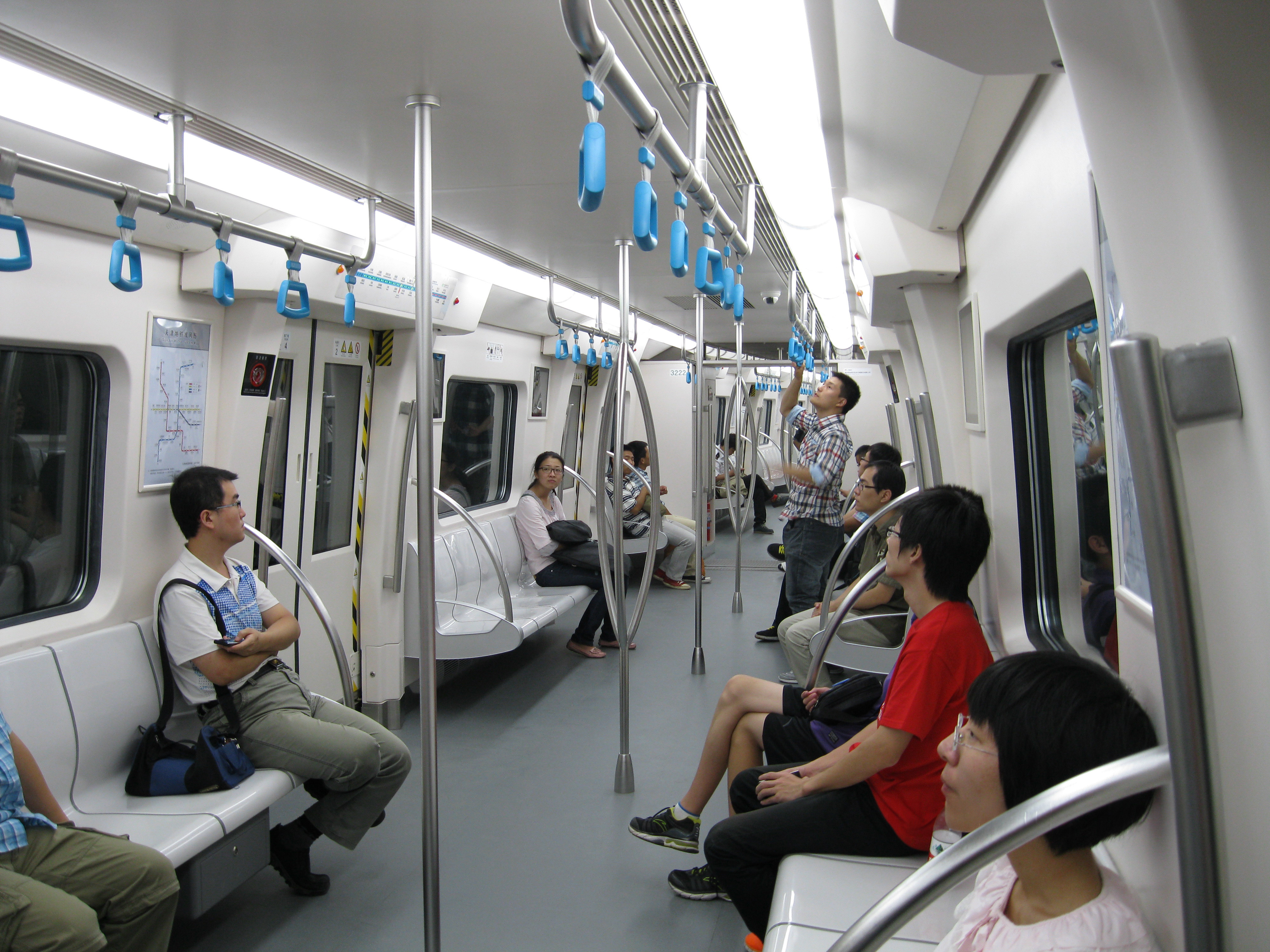
Всередині вагона, Лінія 3
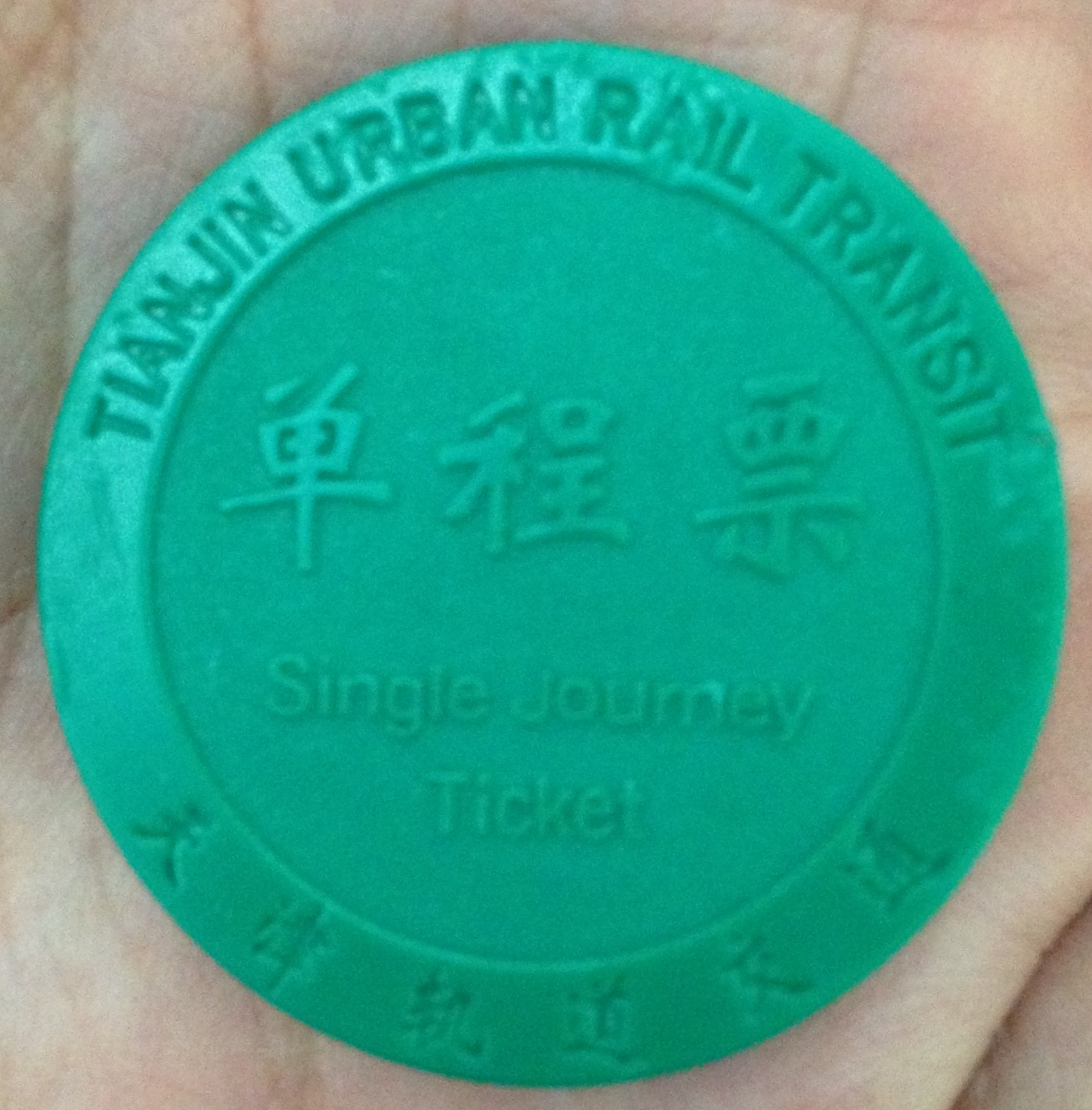
Жетон